# Malyguine
Le Malyguine (en russe Малыгин), est un brise-glace soviétique à vapeur de 3 200 tonnes de déplacement.
Il a été en hommage à Stepan Malyguine.

## Histoire

### Construction
Navire brise-glace de transport de passagers et de marchandises, il est construit en 1911-1912 sous le nom de Bruce pour la Reid Newfoundland Company (en) et est destiné au service postal entre Terre-Neuve et le Canada en remplacement du précédent Bruce de 1897, qui a fait naufrage le 24 mars 1911. Le RMS Bruce est construit au chantier naval no 181 de Napier and Miller (en) à Old Kilpatrick sur la rivière Clyde, en Écosse, et est lancé le 9 décembre 1911,. Tel que construit, le navire mesure 1 553 GRT et 663 NRT (poids net), et mesure 76,32 m de long, avec une largeur de 11,03 m et une profondeur de 7,07 m. Il est propulsée par un moteur à vapeur à triple expansion fabriqué par John G. Kincaid & Company (en) et évalué à 3 000 chevaux et entraînant une seule hélice. La coque est spécialement renforcée pour travailler dans la glace.
Lors de son voyage de livraison, le Bruce arrive à St. John's, Terre-Neuve, le 12 février 1912, sept jours, 21 heures et cinq minutes après son départ de Greenock, en Écosse.

### Service commercial
Le Bruce est enregistré à St. John's sous le numéro officiel 129 921 et navigue le 13 février 1912 pour son premier voyage de service à destination de Sydney, sur l'île du Cap-Breton, où il se montre un brise-glace efficace,.
Deux mois plus tard, alors que les survivants du naufrage du Titanic sont encore en route vers New York, les journaux locaux publient un compte rendu détaillé du naufrage, affirmant qu'il provient de contacts radio entre le Bruce et les navires dans la zone de sauvetage ; le rapport du 17 avril, qui stimule la circulation, s'avère être une fabrication complète.
En mars 1913, au cours d'une saison de glace particulièrement sévère dans le golfe du Saint-Laurent, le navire reste coincé pendant une semaine près de son port de destination habituel, Sydney.
À partir de cette année, le Bruce, avec le nouveau RMS Lintrose, assure un service quotidien entre le terminus du chemin de fer de Terre-Neuve à Port-aux-Basques et Sydney.

### Empire russe
Au déclenchement de la Première Guerre mondiale en juillet 1914, le gouvernement impérial russe a besoin d'améliorer l'accès par Arkhangelsk en retardant la prise de glace annuelle du port. Deux brise-glaces sont achetés au Canada, l' Earl Grey (rebaptisé Kanada) et le Lintrose (rebaptisé Sadko), et retardent avec succès la fin de la saison de navigation de la mi-novembre au début de janvier 1915. Pour garantir cette amélioration, le Bruce est également acheté en juillet 1915, et rebaptisé Solovei Budemirovich ou Solovey Budimirovich (Соловей Будимирович). En plus du brise-glace, le Solovey Budmirovich assure un service d'approvisionnement côtier entre Mourmansk et Belomorsk,.
Vers la fin de la guerre civile dans le nord de la Russie, et après le départ des forces occidentales intervenantes, le commandant des forces blanches locales, le général Ievgueni Miller, envoie  le Solovey Budimirovich à Igarka, essayant de trouver de la nourriture pour l'hivernage à Arkhangelsk. Le 30 janvier 1920, le navire, avec 85 membres d'équipage et passagers, est pris dans les glaces à 50 milles nautiques d'Igarka, et dérive vers le nord avec les glaces, pour finalement entrer dans la mer de Kara, à une distance d'environ 1 600 milles. Aucun sauvetage n'est organisé depuis Arkhangelsk et, lorsque les bolcheviks entrent dans Arkhangelsk le 21 février 1920, ils découvrent que le général Miller s'est enfui vers l'ouest sur le seul brise-glace complet disponible, le Kozma Minin. Fin mars, la situation à bord du Solovey Budimirovich est désespérée : le charbon est épuisé, les chaudières sont alimentées uniquement par des barils en bois, la nourriture est très limitée et les communications radio sont réduites à une fréquence hebdomadaire pour économiser les batteries. Au même moment, le nouveau gouvernement russe cherche l'aide de la Grande-Bretagne sous la forme du brise-glace Sviatogor, récupéré par les forces britanniques pendant la guerre civile et mis en service dans la Royal Navy,. Il est convenu que le Sviatogor sera prêté au gouvernement norvégien pour une mission de sauvetage, sous la direction de l'explorateur de l'Arctique Otto Sverdrup, qui atteint le navire piégé le 19 juin 1920, alors qu'il a dérivé sur environ 1 000 milles dans les glaces,.

### LeMalyguine
Le Solovey Budimirovich est rebaptisé Malyguine en août 1921. Lors de son voyage inaugural, il abrite le nouvel Institut flottant de recherche marine Plavmornin (aujourd'hui Nikolai M. Knipovich Polar Research Institute of Marine Fisheries and Oceanography (en)) pour étudier l'océan Arctique et les mers, rivières, îles et zones côtières adjacentes.
Avec d'autres navires, dont le brise-glace Krassine en 1928, le Malyguine participe à la recherche du dirigeable d'Umberto Nobile. Au cours de ce voyage, le pilote du Junkers Mikhaïl Babouchkine (Михаил Бабушкин) effectue plusieurs recherches aériennes au-dessus de l'Arctique à la recherche du dirigeable.
En juillet 1931, Vladimir Wiese dirige une expédition sur le Malyguine vers la Terre François-Joseph et la partie nord de la mer de Kara, sous le commandement du capitaine D.T. Chertkhov. Parmi les autres membres figurent des techniciens (dont Umberto Nobile) dont la mission est de trouver un emplacement approprié pour une base d'hydravions soviétiques en Terre François-Joseph. Au cours de cette expédition, le dirigeable allemand Graf Zeppelin effectue un rendez-vous mémorable avec le Malyguine à Bukhta Tikhaya, sur l'île Hooker, en Terre François-Joseph, le 27 juillet 1931,.
Le 1er janvier 1933, le Malyguine s'échoue dans le Grønfjorden, près de Barentsburg, au Spitzberg, alors qu'il reliait Mourmansk à Barentsburg. Il est remis à flot et remorqué jusqu'à Arkhangelsk, où les réparations sont achevées en mai 1933.
En 1937-1938, il participe à une expédition de dérive avec les brise-glaces Sadko (son navire jumeau, l'ancien Lintrose) et Sedov.
Le Malyguine coule lors d'une tempête près du cap Nijni, au Kamtchatka, les 27 et 28 octobre 1940, avec ses 98 passagers à bord, au retour d'une expédition hydrographique. Faute d'informations sur la catastrophe, il reste inscrit au Lloyd's Register jusqu'en 1960.